# Multipletter
Multipletter är grupper av spektrallinjer med nästan samma våglängd men en liten skillnad som beror på att atomens elektroner har ett magnetiskt moment vars inriktning påverkar energin hos det utsända ljuset. Multipletter kan vara dubbletter, tripletter o. s. v.
Uppkomsten av flera toppar, multipletter, inom ett absorptionsband beror på att atomkärnornas magnetiska tillstånd i en viss funktionell grupp inte är oberoende av kärnornas tillstånd i angränsande funktionella grupper.